# سنت‌پتراور
سِنت‌پِتِراور (به مجاری:  Szentpéterúr) یک منطقهٔ مسکونی در مجارستان است که در زالا واقع شده‌است.